# Nora Binder

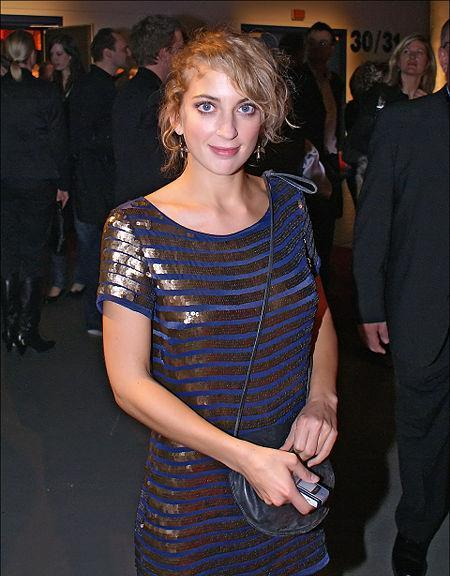
Nora Binder im Jahr 2007

Nora Binder (* 18. Februar 1984 in Bergisch Gladbach, Nordrhein-Westfalen) ist eine deutsche Schauspielerin sowie Geschichts- und Sozialwissenschaftlerin. Ihre bekannteste Rolle als Schauspielerin verkörperte sie in der Fernsehserie Mein Leben & Ich als Claudia Fischer.

## Leben
Binder durchlief verschiedene Ausbildungsstationen. Dazu zählen unter anderem die Akademie Silvana Kreutzer (1998), ein Schauspielkurs Comedia Colonia bei Eliena Palmer (1998–1999) sowie ein Theaterintensivkurs an der Schauspielschule B. Bötel (1999). Von 2004 bis 2008 absolvierte sie ein Studium der Europäischen Medienkultur an der Universität Lyon II (Université Lumière) und an der Bauhaus-Universität Weimar, das sie mit dem Bachelorabschluss erfolgreich beendete. 2012 erwarb sie in Konstanz ihren Masterabschluss und war 2013, für sechs Monate, im Rahmen ihrer Promotion an der Universität Konstanz doctoral fellow am Deutschen Historischen Institut in Washington, D.C. In Konstanz war sie Mitarbeiterin des Exzellenzclusters zur Wissenschaftsgeschichte der Sozialpsychologie Kurt Lewins. Im November 2019 wurde Binder zum Dr. phil. im Fachbereich Geschichte & Soziologie promoviert. Seit April 2020 ist sie unter anderem Assoziiertes Mitglied am Max-Weber-Kolleg der Universität Erfurt. Gleichzeitig erhielt sie ein zwölfmonatiges Postdoc-Initialisierungs-Stipendium.
Das Ensemble von Mein Leben & Ich wurde im Jahr 2002 in der Kategorie Beste Comedyserie sowie im Jahr 2004 in der Kategorie Beste Sitcom für den Deutschen Fernsehpreis nominiert. Des Weiteren wurde Binder als Ensemblemitglied für Mein Leben & Ich in den Jahren 2002, 2004, 2005 und 2006 für den Deutschen Comedypreis in der Kategorie Beste Comedyseri'e nominiert.  Neben dieser ihrer bekanntesten Rolle spielte sie in diversen Nebenrollen, beispielsweise in der Lindenstraße, Pastewka oder Heiter bis tödlich: Nordisch herb.
2013 wurde Binder mit dem Max-Dessoir-Preis für ihre herausragende Arbeiten in der Geschichte der Psychologie ausgezeichnet.
Binders Bruder Fabian Binder ist Musikproduzent und war als Jugendlicher ebenfalls schauspielerisch tätig.

## Filmografie

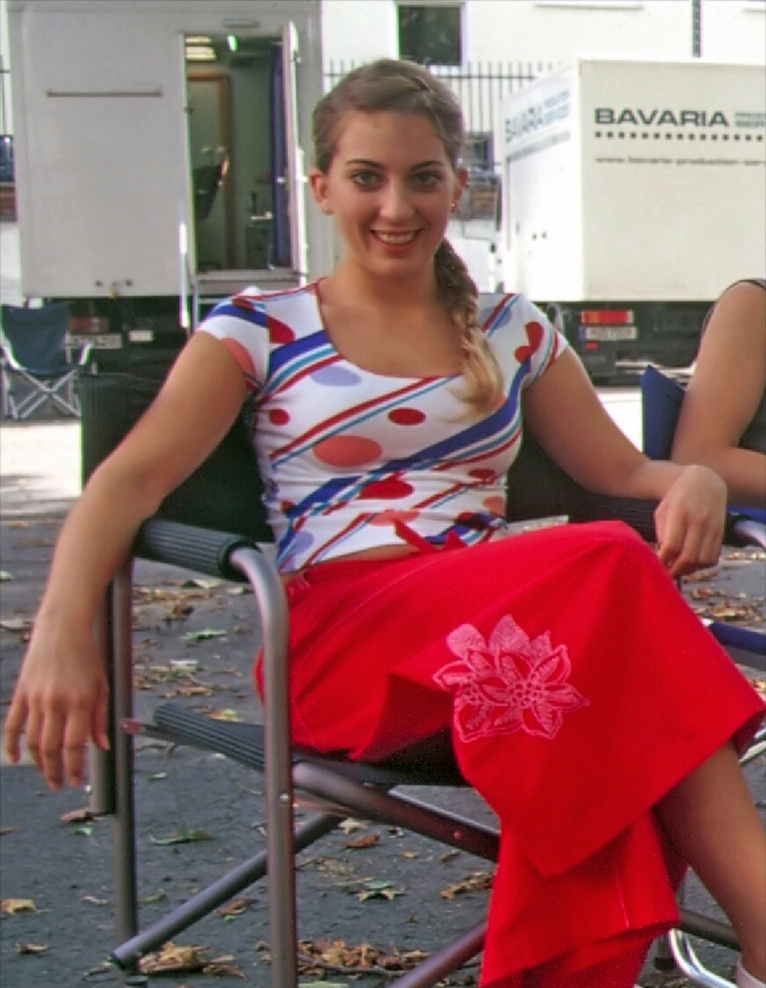
Nora Binder bei einer Drehpause zur vierten Staffel der TV-Serie Mein Leben & Ich

### Filme
- 2002: Lottoschein ins Glück
- 2007: Der Mann im Heuhaufen
- 2007: Liebling, wir haben geerbt!
- 2012: Offroad
- 2015: Sophie kocht
- 2017: Inga Lindström: Das Postboot in den Schären

### Serien
- 1997: Alles Klar
- 1998: Höllische Nachbarn
- 1998: Talking Food
- 1999: Lindenstraße
- 2000: Die Anrheiner – Beste Freunde
- 2001–2009: Mein Leben & Ich
- 2008: Doktor Martin
- 2010: Dennis und Jesko
- 2010: Wir müssen reden! (Staffel 1, Folge 8)
- 2011–2012: Heiter bis tödlich: Nordisch herb
- 2013: SOKO Köln (Folge Leiche zum Dessert, als Anne Döring)
- 2016: In aller Freundschaft – Die jungen Ärzte (Folge Gesichtsverlust, als Sophie Haage)
- 2017: WaPo Bodensee (Folge Genug ist genug, als Frederike Löffler)
- 2019: Pastewka (Fernsehserie, 7 Episoden)
- 2020: WaPo Bodensee (Folge Schutzlos)
- 2020:  Kroymann (Satiresendung, 1 Folge)

## Theater
- 2010: Biografie. Ein Spiel. von Max Frisch, Universitätstheater Konstanz, Regie: Alexander Müller

## Publikationen
- Subjekte im Experiment. Zu Wilhelm Wundts Programm einer objektiven Psychologie. (= Beiträge zur Geschichte der Psychologie Band 28), Peter Lang, Frankfurt am Main 2015, ISBN 978-3-631-66103-1. [Masterarbeit]
- Herausgeberin mit Bernhard Kleeberg: Wahrheit zurichten. Über Sozio- und Psychotechniken. (= Historische Wissensforschung), Mohr Siebeck, Tübingen 2021, ISBN 978-3-16-154541-2